# GP2-Lauf in Spielberg 2014
Der GP2-Lauf in Spielberg 2014 fand vom 20. bis 22. Juni auf dem Red Bull Ring in Spielberg statt und war der vierte Lauf der GP2-Serie 2014. 

## Berichte

### Hintergrund
Die Veranstaltung fand im Rahmenprogramm des Großen Preises von Österreich statt.
Nach dem Großen Preis von Monaco führte Jolyon Palmer die Fahrerwertung mit 46 Punkten vor Felipe Nasr und 54 Punkten vor Johnny Cecotto jr. an. DAMS führte in der Teamwertung mit 30 Punkten vor Carlin und 64 Punkten vor Trident Racing.
Beim Lauf in Spielberg stellte Pirelli den Fahrern die Reifenmischungen P Zero Medium (weiß) und P Zero Soft (gelb) sowie für Nässe Cinturato Full-Wets (blau) zur Verfügung.

### Qualifying
Als das Qualifying begann, hingen dunkle Wolken über der Strecke und es war Regen vorhergesagt. Alle Fahrer fuhren frühzeitig aus der Boxengasse und setzten ihre ersten Zeiten. Cecotto fuhr hierbei die beste Zeit. Nach 15 Minuten begann es ein leicht zu regnen und die Zeiten des zweiten Versuchs waren bei den meisten Fahrern langsamer, sodass Cecotto die Führung behielt und sich die Pole-Position sicherte.

### Hauptrennen
Die erste Startreihe startete schlecht und Nasr von Position drei startend ging in Führung. In den ersten Runden setzte sich Nasr von Cecotto ab, der von Coletti und Palmer unter Druck gesetzt wurde. In Runde fünf gingen Coletti und Palmer in einer Kurve schließlich an Cecotto vorbei. Während Nasr Kontrahenten schon früher an der Box waren und um Positionen kämpften, wartete Nasr bis zehn Runden vor Schluss mit seinem Boxenstopp und behielt die Führung. In der gleichen Zeit wurde Coletti erst von Vandoorne und schließlich noch von Marciello überholt und fiel auf Position vier zurück. Nasr gewann das Rennen vor Vandoorne und Marciello. Es war Nasrs erster Sieg in einem Hauptrennen der GP2-Serie.

### Sprintrennen
Rossi und Evans starteten aus der ersten Startreihe schlecht und verloren beide Positionen. Neuer Führender war Cecotto. Im weiteren Rennverlauf fuhren die Racing Engineering Piloten Coletti und Marciello schnelle Rundenzeiten und platzierten sich auf Rang zwei und drei. Der Sieger des Hauptrennens Nasr hatte sich beim Start den Frontflügel beschädigt und bekam kurze Zeit später von der Rennleitung die Aufforderung, diesen reparieren zu lassen. Als er an die Box fuhr, beendete Nasr das Rennen vorzeitig.
Das Rennen gewann Cecotto vor Coletti und Marciello. Coletti erhielt die zwei Punkte für die schnellste Runde.

## Meldeliste
Alle Teams und Fahrer verwenden das Dallara-Chassis GP2/11, Motoren von Renault-Mecachrome und Reifen von Pirelli.
| Team                 | Auto # | Fahrer              |
| -------------------- | ------ | ------------------- |
| RT Russian Time      | 01     | Mitch Evans         |
| RT Russian Time      | 02     | Artjom Markelow     |
| Carlin               | 03     | Felipe Nasr         |
| Carlin               | 04     | Julian Leal         |
| Racing Engineering   | 05     | Raffaele Marciello  |
| Racing Engineering   | 06     | Stefano Coletti     |
| DAMS                 | 07     | Jolyon Palmer       |
| DAMS                 | 08     | Stéphane Richelmi   |
| ART Grand Prix       | 09     | Takuya Izawa        |
| ART Grand Prix       | 10     | Stoffel Vandoorne   |
| Hilmer Motorsport    | 11     | Daniel Abt          |
| Hilmer Motorsport    | 12     | Facu Regalia        |
| Rapax                | 14     | Adrian Quaife-Hobbs |
| Rapax                | 15     | Simon Trummer       |
| Arden International  | 16     | René Binder         |
| Arden International  | 17     | André Negrão        |
| EQ8 Caterham Racing  | 18     | Rio Haryanto        |
| EQ8 Caterham Racing  | 19     | Alexander Rossi     |
| MP Motorsport        | 20     | Daniël de Jong      |
| MP Motorsport        | 21     | Tio Ellinas         |
| Trident Racing       | 22     | Sergio Canamasas    |
| Trident Racing       | 23     | Johnny Cecotto jr.  |
| Venezuela GP Lazarus | 24     | Nathanaël Berthon   |
| Venezuela GP Lazarus | 25     | Conor Daly          |
| Campos Racing        | 26     | Arthur Pic          |
| Campos Racing        | 27     | Kimiya Satō         |

## Klassifikationen

### Qualifying
| Pos. | Fahrer              | Team                 | Zeit     | Start |
| ---- | ------------------- | -------------------- | -------- | ----- |
| 01   | Johnny Cecotto jr.  | Trident Racing       | 1:15,312 | 01    |
| 02   | Jolyon Palmer       | DAMS                 | 1:15,352 | 02    |
| 03   | Felipe Nasr         | Carlin               | 1:15,358 | 03    |
| 04   | Stefano Coletti     | Racing Engineering   | 1:15,443 | 04    |
| 05   | Raffaele Marciello  | Racing Engineering   | 1:15,449 | 05    |
| 06   | Stoffel Vandoorne   | ART Grand Prix       | 1:15,481 | 06    |
| 07   | Arthur Pic          | Campos Racing        | 1:15,608 | 07    |
| 08   | Mitch Evans         | RT Russian Time      | 1:15,614 | 08    |
| 09   | Alexander Rossi     | Caterham Racing      | 1:15,644 | 09    |
| 10   | Stéphane Richelmi   | DAMS                 | 1:15,664 | 10    |
| 11   | André Negrão        | Arden International  | 1:15,773 | 11    |
| 12   | Julian Leal         | Carlin               | 1:15,784 | 12    |
| 13   | Rio Haryanto        | Caterham Racing      | 1:15,811 | 13    |
| 14   | Adrian Quaife-Hobbs | Rapax                | 1:15,927 | 17    |
| 15   | Tio Ellinas         | MP Motorsport        | 1:15,964 | 14    |
| 16   | Sergio Canamasas    | Trident Racing       | 1:16,034 | 15    |
| 17   | Takuya Izawa        | ART Grand Prix       | 1:16,092 | 16    |
| 18   | Artjom Markelow     | RT Russian Time      | 1:16,136 | 18    |
| 19   | Daniel Abt          | Hilmer Motorsport    | 1:16,246 | 22    |
| 20   | Kimiya Satō         | Campos Racing        | 1:16,274 | 19    |
| 21   | René Binder         | Arden International  | 1:16,331 | 20    |
| 22   | Daniël de Jong      | MP Motorsport        | 1:16,334 | 21    |
| 23   | Facu Regalia        | Hilmer Motorsport    | 1:16,497 | 23    |
| 24   | Simon Trummer       | Rapax                | 1:16,531 | 24    |
| 25   | Conor Daly          | Venezuela GP Lazarus | 1:16,539 | 25    |
| 26   | Nathanaël Berthon   | Venezuela GP Lazarus | 1:16,654 | 26    |

Anmerkungen
1. ↑  Quaife-Hobbs wurde wegen Verlassen der Strecke während seiner schnellen Runde um drei Positionen nach hinten versetzt.
2. ↑  Abt wurde wegen Verlassen der Strecke während seiner schnellen Runde um drei Positionen nach hinten versetzt.

### Hauptrennen
| Pos. | Fahrer              | Team                 | Runden | Zeit       | Start | Schnellste Runde |
| ---- | ------------------- | -------------------- | ------ | ---------- | ----- | ---------------- |
| 01   | Felipe Nasr         | Carlin               | 40     | 52:32,096  | 03    | 1:16,093 (35.)   |
| 02   | Stoffel Vandoorne   | ART Grand Prix       | 40     | + 3,874    | 06    | 1:16,829 (37.)   |
| 03   | Raffaele Marciello  | Racing Engineering   | 40     | + 4,573    | 05    | 1:16,614 (37.)   |
| 04   | Stefano Coletti     | Racing Engineering   | 40     | + 7,210    | 04    | 1:16,730 (35.)   |
| 05   | Jolyon Palmer       | DAMS                 | 40     | + 8,902    | 02    | 1:16,609 (36.)   |
| 06   | Johnny Cecotto jr.  | Trident Racing       | 40     | + 10,319   | 01    | 1:16,473 (37.)   |
| 07   | Mitch Evans         | RT Russian Time      | 40     | + 14,924   | 08    | 1:16,431 (36.)   |
| 08   | Alexander Rossi     | Caterham Racing      | 40     | + 20,994   | 09    | 1:17,500 (32.)   |
| 09   | Takuya Izawa        | ART Grand Prix       | 40     | + 28,182   | 16    | 1:17,382 (24.)   |
| 10   | Arthur Pic          | Campos Racing        | 40     | + 30,170   | 07    | 1:17,278 (32.)   |
| 11   | Rio Haryanto        | Caterham Racing      | 40     | + 31,941   | 13    | 1:16,980 (34.)   |
| 12   | René Binder         | Arden International  | 40     | + 36,021   | 20    | 1:17,259 (38.)   |
| 13   | Julian Leal         | Carlin               | 40     | + 36,210   | 12    | 1:17,224 (38.)   |
| 14   | Stéphane Richelmi   | DAMS                 | 40     | + 39,181   | 10    | 1:16,947 (32.)   |
| 15   | Sergio Canamasas    | Trident Racing       | 40     | + 47,308   | 15    | 1:17,688 (38.)   |
| 16   | André Negrão        | Arden International  | 40     | + 48,070   | 11    | 1:17,509 (33.)   |
| 17   | Daniel Abt          | Hilmer Motorsport    | 40     | + 48,758   | 22    | 1:17,055 (36.)   |
| 18   | Conor Daly          | Venezuela GP Lazarus | 40     | + 49,656   | 25    | 1:17,008 (37.)   |
| 19   | Tio Ellinas         | MP Motorsport        | 40     | + 56,369   | 14    | 1:17,498 (37.)   |
| 20   | Daniël de Jong      | MP Motorsport        | 40     | + 59,859   | 21    | 1:17,659 (38.)   |
| 21   | Simon Trummer       | Rapax                | 40     | + 1:03,480 | 24    | 1:17,681 (40.)   |
| 22   | Artjom Markelow     | RT Russian Time      | 40     | + 1:09,877 | 18    | 1:16,861 (33.)   |
| 23   | Nathanaël Berthon   | Venezuela GP Lazarus | 40     | + 1:16,877 | 26    | 1:18,470 (36.)   |
| 24   | Adrian Quaife-Hobbs | Rapax                | 38     | + 2 Runden | 17    | 1:17,492 (33.)   |
| —    | Facu Regalia        | Hilmer Motorsport    | 09     | DNF        | 23    | 1:18,414 (18.)   |
| —    | Kimiya Satō         | Campos Racing        | 0      | DNF        | 19    | —                |

### Sprintrennen
| Pos. | Fahrer              | Team                 | Runden | Zeit      | Start | Schnellste Runde |
| ---- | ------------------- | -------------------- | ------ | --------- | ----- | ---------------- |
| 01   | Johnny Cecotto jr.  | Trident Racing       | 28     | 36:14,395 | 03    | 1:16,974 (23.)   |
| 02   | Stefano Coletti     | Racing Engineering   | 28     | + 0,742   | 05    | 1:16,629 (22.)   |
| 03   | Raffaele Marciello  | Racing Engineering   | 28     | + 6,813   | 06    | 1:16,983 (09.)   |
| 04   | Mitch Evans         | RT Russian Time      | 28     | + 7,139   | 02    | 1:16,924 (14.)   |
| 05   | Alexander Rossi     | Caterham Racing      | 28     | + 7,990   | 01    | 1:17,110 (11.)   |
| 06   | Jolyon Palmer       | DAMS                 | 28     | + 8,828   | 04    | 1:16,691 (11.)   |
| 07   | Julian Leal         | Carlin               | 28     | + 9,317   | 13    | 1:16,782 (27.)   |
| 08   | Takuya Izawa        | ART Grand Prix       | 28     | + 19,410  | 09    | 1:17,250 (27.)   |
| 09   | Sergio Canamasas    | Trident Racing       | 28     | + 26,716  | 15    | 1:17,480 (09.)   |
| 10   | Stéphane Richelmi   | DAMS                 | 28     | + 27,062  | 14    | 1:17,485 (15.)   |
| 11   | Conor Daly          | Venezuela GP Lazarus | 28     | + 27,625  | 18    | 1:17,581 (17.)   |
| 12   | René Binder         | Arden International  | 28     | + 28,381  | 12    | 1:17,608 (17.)   |
| 13   | Arthur Pic          | Campos Racing        | 28     | + 28,861  | 10    | 1:17,588 (21.)   |
| 14   | André Negrão        | Arden International  | 28     | + 30,084  | 16    | 1:17,648 (15.)   |
| 15   | Stoffel Vandoorne   | ART Grand Prix       | 28     | + 30,446  | 07    | 1:17,072 (15.)   |
| 16   | Artjom Markelow     | RT Russian Time      | 28     | + 32,025  | 22    | 1:17,076 (24.)   |
| 17   | Rio Haryanto        | Caterham Racing      | 28     | + 36,046  | 11    | 1:17,601 (25.)   |
| 18   | Adrian Quaife-Hobbs | Rapax                | 28     | + 37,139  | 24    | 1:17,764 (24.)   |
| 19   | Kimiya Satō         | Campos Racing        | 28     | + 37,901  | 26    | 1:17,588 (23.)   |
| 20   | Simon Trummer       | Rapax                | 28     | + 42,508  | 21    | 1:17,795 (11.)   |
| 21   | Daniël de Jong      | MP Motorsport        | 28     | + 43,754  | 20    | 1:17,813 (28.)   |
| 22   | Tio Ellinas         | MP Motorsport        | 28     | + 45,236  | 19    | 1:17,941 (17.)   |
| 23   | Daniel Abt          | Hilmer Motorsport    | 28     | + 45,606  | 17    | 1:17,951 (28.)   |
| 24   | Facu Regalia        | Hilmer Motorsport    | 28     | + 46,924  | 25    | 1:17,975 (16.)   |
| 25   | Nathanaël Berthon   | Venezuela GP Lazarus | 28     | + 50,361  | 23    | 1:18,053 (16.)   |
| —}   | Felipe Nasr         | Carlin               | 02     | DNF       | 08    | —                |

## Meisterschafts-Stände nach dem Lauf

### Fahrerwertung
| Pos. | Fahrer             | Team                | Punkte |
| ---- | ------------------ | ------------------- | ------ |
| 01   | Jolyon Palmer      | DAMS                | 117    |
| 02   | Felipe Nasr        | Carlin              | 84     |
| 03   | Johnny Cecotto jr. | Trident Racing      | 76     |
| 04   | Julian Leal        | Carlin              | 50     |
| 05   | Stoffel Vandoorne  | ART Grand Prix      | 43     |
| 06   | Stefano Coletti    | Racing Engineering  | 41     |
| 07   | Arthur Pic         | Campos Racing       | 41     |
| 08   | Mitch Evans        | RT Russian Time     | 38     |
| 09   | Stéphane Richelmi  | DAMS                | 32     |
| 10   | Rio Haryanto       | EQ8 Caterham Racing | 26     |
| 11   | Raffaele Marciello | Racing Engineering  | 25     |
| 12   | Sergio Canamasas   | Trident Racing      | 22     |
| 13   | Simon Trummer      | Rapax               | 18     |
| 14   | Tom Dillmann       | Arden International | 14     |
| 15   | Takuya Izawa       | ART Grand Prix      | 11     |

| Pos. | Fahrer              | Team                 | Punkte |
| ---- | ------------------- | -------------------- | ------ |
| 16   | Alexander Rossi     | EQ8 Caterham Racing  | 10     |
| 17   | Adrian Quaife-Hobbs | Rapax                | 10     |
| 18   | Tio Ellinas         | MP Motorsport        | 7      |
| 19   | René Binder         | Arden International  | 3      |
| 20   | Conor Daly          | Venezuela GP Lazarus | 0      |
| 21   | Artjom Markelow     | RT Russian Time      | 0      |
| 22   | Daniël de Jong      | MP Motorsport        | 0      |
| 23   | Daniel Abt          | Hilmer Motorsport    | 0      |
| 24   | Nathanaël Berthon   | Venezuela GP Lazarus | 0      |
| 25   | Kimiya Satō         | Campos Racing        | 0      |
| 26   | André Negrão        | Arden International  | 0      |
| 27   | Jon Lancaster       | MP Motorsport        | 0      |
| 28   | Facu Regalia        | Hilmer Motorsport    | 0      |
| 29   | Axcil Jefferies     | Trident Racing       | 0      |

### Teamwertung
| Pos. | Team               | Punkte |
| ---- | ------------------ | ------ |
| 01   | DAMS               | 149    |
| 02   | Carlin             | 134    |
| 03   | Trident Racing     | 98     |
| 04   | Racing Engineering | 66     |
| 05   | ART Grand Prix     | 54     |
| 06   | Campos Racing      | 41     |
| 07   | RT Russian Time    | 38     |

| Pos. | Team                 | Punkte |
| ---- | -------------------- | ------ |
| 08   | EQ8 Caterham Racing  | 36     |
| 09   | Rapax                | 28     |
| 10   | Arden International  | 17     |
| 11   | MP Motorsport        | 7      |
| 12   | Venezuela GP Lazarus | 0      |
| 13   | Hilmer Motorsport    | 0      |